# Paraturbanella pallida
Paraturbanella pallida is een buikharige uit de familie Turbanellidae. Het dier komt uit het geslacht Paraturbanella. Paraturbanella pallida werd in 1973 voor het eerst wetenschappelijk beschreven door Luporini, Magagnini & Tongiorgi. 